# Carl Pedersen
Carl Julius Pedersen, född 25 juli 1883, död 18 augusti 1971, var en dansk gymnast.
Pedersen tävlade för Danmark vid olympiska sommarspelen 1912 i Stockholm, där han var med och tog brons i lagtävlingen i fritt system. Pedersen tävlade även i den individuella mångkampen, där det blev en 34:e plats.